# Copa de Gambia
La Copa de fútbol de Gambia es el segundo torneo de fútbol a nivel de clubes más importante de Gambia, fue disputada por primera vez en 1952 y es organizada por la Asociación de Fútbol de Gambia.

## Formato
Puede participar cualquier equipo del país y se juega bajo un formato de eliminación directa.
El campeón obtiene la clasificación a la Copa Confederación de la CAF.

## Palmarés
| Temporada          | Campeón                   | Resultado           | Finalista                 |
| Periodo Colonial   | Periodo Colonial          | Periodo Colonial    | Periodo Colonial          |
| ------------------ | ------------------------- | ------------------- | ------------------------- |
| 1952               | Gambia United FC          | 2–1                 | Augustinians FC           |
| 1953-54            | Gambia Police FC          |                     |                           |
| 1954-55            | UAC Banjul                |                     |                           |
| 1955-56            | White Phantoms FC         |                     |                           |
| 1956-57            | Rainbow FC                |                     |                           |
| 1957-58            | White Phantoms FC         |                     |                           |
| 1958-59            | Black Diamonds FC         |                     |                           |
| 1959-60            | White Phantoms FC         |                     |                           |
| 1960-61            | White Phantoms FC         |                     |                           |
| 1961-62            | Augustinians FC           |                     |                           |
| 1962-63            | White Phantoms FC         |                     |                           |
| 1963-64            | White Phantoms FC         |                     |                           |
| 1964-65            | No disputada              | No disputada        | No disputada              |
| País independiente |                           |                     |                           |
| 1965–66            | Arrance FC                |                     |                           |
| 1966–67            | Arrance FC                |                     |                           |
| 1967–68            | Augustinians FC           |                     |                           |
| 1968–69            | Real de Banjul FC         | 2–1                 | Young Lions FC            |
| 1969–70            | Real de Banjul FC         | 2–1                 | White Phantoms FC         |
| 1970–71            | Wallidan FC               |                     |                           |
| 1971–72            | Wallidan FC               |                     |                           |
| 1972–73            | Wallidan FC               |                     |                           |
| 1973–74            | Wallidan FC               |                     |                           |
| 1974–75            | Gambia Ports Authority FC |                     |                           |
| 1975–76            | Wallidan FC               |                     |                           |
| 1976–77            | Wallidan FC               |                     |                           |
| 1977–78            | Wallidan FC               |                     |                           |
| 1978–79            | Dingareh FC               |                     |                           |
| 1979–80            | Gambia Ports Authority FC |                     |                           |
| 1980–81            | Wallidan FC               |                     |                           |
| 1981–82            | Starlight Gunners         |                     |                           |
| 1982–83            | Banjul Hawks FC           |                     |                           |
| 1983–84            | Wallidan FC               |                     |                           |
| 1984–85            | Starlight Gunners         |                     |                           |
| 1985–86            | Wallidan FC               |                     |                           |
| 1986–87            | Wallidan FC               |                     |                           |
| 1987–88            | Wallidan FC               |                     |                           |
| 1988–89            | Copa no disputada         | Copa no disputada   | Copa no disputada         |
| 1989–90            | Copa no disputada         | Copa no disputada   | Copa no disputada         |
| 1990–91            | Copa no disputada         | Copa no disputada   | Copa no disputada         |
| 1991–92            | Wallidan FC               | -                   | Peak Marwich FC           |
| 1992–93            | Wallidan FC               | 2–1                 | Real de Banjul FC         |
| 1993–94            | Wallidan FC               |                     |                           |
| 1994–95            | Mass Sosseh FC            |                     | Steve Biko FC             |
| 1995–96            | Banjul Hawks FC           |                     |                           |
| 1996–97            | Real de Banjul FC         | 1–0                 | Banjul Hawks FC           |
| 1997–98            | Wallidan FC               | 1–1, 1–1 (4-3 pen.) | Gambia Ports Authority FC |
| 1998–99            | Wallidan FC               | 1–1 (4-3 pen.)      | Mass Sosseh FC            |
| 1999–00            | Steve Biko FC             | 1–1 (4-2 pen.)      | Wallidan FC               |
| 2000–01            | Wallidan FC               | 3–0                 | Blackpool FC              |
| 2001–02            | Wallidan FC               | 1–0                 | Real de Banjul FC         |
| 2002–03            | Wallidan FC               | 1–0                 | Banjul Hawks FC           |
| 2003–04            | Wallidan FC               | 1–1 (9-8 pen.)      | Armed Forces FC           |
| 2004–05            | Bakau United FC           | 4–1                 | Wallidan FC               |
| 2005–06            | Banjul Hawks FC           | 3–0                 | Steve Biko FC             |
| 2006–07            | Gambia Ports Authority FC | 1–0                 | Banjul Hawks FC           |
| 2007–08            | Wallidan FC               | 2–2 (4-2 pen.)      | Samger FC (Serekunda)     |
| 2008–09            | Young Africans FC         | 0–0 (3-1 pen.)      | GAMTEL FC                 |
| 2009–10            | GAMTEL FC                 | 3–0                 | Banjul Hawks FC           |
| 2010–11            | GAMTEL FC                 | 2–0                 | Gambia Ports Authority FC |
| 2011–12            | GAMTEL FC                 | 3–0                 | Interior FC (Serekunda)   |
| 2012–13            | GAMTEL FC                 | 1–1 (3-1 pen.)      | Seaview FC                |
| 2013–14            | Banjul United FC          | 1–0                 | Banjul Hawks FC           |
| 2014–15            | Wallidan FC               | 2–0                 | GAMTEL FC                 |
| 2015–16            | Brikama United FC         | 1–0                 | Bombada FC                |
| 2016–17            | Banjul Hawks FC           | 1–1 (7-6 pen.)      | Real de Banjul FC         |
| 2017–18            | Armed Forces FC           | 4–3                 | Brikama United FC         |
| 2018–19            | Real de Banjul FC         | 1–0                 | Red Hawks FC              |
| 2019–20            | no disputada              | no disputada        | no disputada              |
| 2020–21            | no disputada              | no disputada        | no disputada              |
| 2021–22            | Wallidan FC               | 0–0 (4-2 pen.)      | Brikama United FC         |
| 2022–23            | no disputada              | no disputada        | no disputada              |
| 2023–24            | Medina United FA          | 0–0 (3-2 pen.)      | TMT FC                    |
| 2024–25            | Greater Tomorrow FC       | 0–0 (3-2 pen.)      | TMT FC                    |

## Títulos por club
- títulos obtenidos desde 1966.

| Club                      | Ciudad  | Campeón | Años campeón |
| ------------------------- | ------- | ------- | --- |
| Wallidan FC               | Banjul  | 24      | 1971, 1972, 1973, 1974, 1976, 1977, 1978, 1981, 1984, 1986, 1987, 1988, 1992, 1993, 1994, 1998, 1999, 2001, 2002, 2003, 2004, 2008, 2015, 2022 |
| GAMTEL FC                 | Banjul  | 4       | 2010, 2011, 2012, 2013 |
| Banjul Hawks FC           | Banjul  | 4       | 1983, 1996, 2006, 2017 |
| Real de Banjul FC         | Banjul  | 4       | 1969, 1970, 1997, 2019 |
| Gambia Ports Authority FC | Banjul  | 3       | 1975, 1980, 2007 |
| Starlight Banjul          | Banjul  | 2       | 1982, 1985 |
| Arrance FC                | Banjul  | 2       | 1966, 1967 |
| Augustinians FC           | Banjul  | 1       | 1968 |
| Dingareh FC               | Banjul  | 1       | 1979 |
| Mass Sosseh               | Banjul  | 1       | 1995 |
| Steve Biko FC             | Bakau   | 1       | 2000 |
| Bakau United FC           | Bakau   | 1       | 2005 |
| Young Africans            | Banjul  | 1       | 2009 |
| Banjul United FC          | Banjul  | 1       | 2014 |
| Brikama United FC         | Brikama | 1       | 2016 |
| Armed Forces FC           | Banjul  | 1       | 2018 |
| Medina United FA          | Banjul  | 1       | 2024 |
| Greater Tomorrow FC       | Banjul  | 1       | 2025 |